# هوش و ماشین‌های محاسباتی
«ماشین‌های محاسباتی و هوش» مقاله ای سمیناری است که توسط آلن تورینگ با موضوع هوش مصنوعی نوشته شده‌است. این مقاله که در سال ۱۹۵۰ در نشریه ذهن منتشر شد، اولین مقاله ای بود که تورینگ در آن مفهوم آزمون تورینگ را برای عموم معرفی کرد.
مقاله تورینگ این سؤال را بررسی می‌کند که "آیا ماشین‌ها می‌توانند فکر کنند؟" تورینگ می‌گوید از آنجایی که واژه‌های «فکر کردن» و «ماشین» را نمی‌توان به وضوح تعریف کرد، باید «سؤال را با سؤال دیگری جایگزین کنیم که ارتباط نزدیکی با آن دارد و با کلمات نسبتاً بدون ابهام بیان می‌شود». برای انجام این کار، ابتدا باید یک ایده ساده و بدون ابهام برای جایگزینی کلمه «فکر کردن» بیابد، ثانیاً باید توضیح دهد که دقیقاً کدام «ماشین‌ها» را در نظر دارد و در نهایت با مسلح شدن به این ابزار، سؤال جدیدی را در ارتباط با پرسش اولیه مطرح کند که به درستی می‌تواند به آن پاسخ دهد.

## آزمون تورینگ

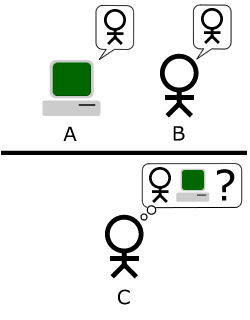
«تفسیر استاندارد» آزمون تورینگ، که در آن بررسی گر (بازجو) وظیفه دارد تا تعیین کند کدام بازیکن یک کامپیوتر و کدام یک انسان است.

تورینگ به جای تلاش برای تعیین اینکه آیا ماشینی در حال فکر کردن است یا خیر، پیشنهاد می‌کند که ما باید بپرسیم که آیا ماشین می‌تواند در یک بازی به نام «بازی تقلید» برنده شود. بازی اصلی تقلید که تورینگ توضیح داد یک بازی مهمانی ساده است که شامل سه بازیکن است. بازیکن A یک مرد، بازیکن B یک زن و بازیکن C (که نقش بازجو را بازی می‌کند) می‌تواند از هر دو جنس باشد. در بازی تقلید، بازیکن C نمی‌تواند بازیکن A یا بازیکن B را ببیند (و آنها را فقط به عنوان X و Y می‌شناسد)، و می‌تواند با آنها فقط از طریق یادداشت‌های مکتوب یا هر شکل دیگری که جزئیاتی در مورد آنها افشا نمی‌کند ارتباط برقرار کند. جنسیت با پرسیدن سؤال از بازیکن A و بازیکن B، بازیکن C سعی می‌کند مشخص کند که کدام یک از این دو مرد و کدام یک زن است. نقش بازیکن A این است که بازجو را فریب دهد تا تصمیم اشتباه بگیرد، در حالی که بازیکن B تلاش می‌کند تا به بازجو کمک کند تا تصمیم درست را بگیرد.
تورینگ گونه‌ای از این بازی را پیشنهاد می‌کند که شامل یک رایانه می‌شود: وقتی ماشینی نقش A را بازی کند، چه اتفاقی خواهد افتاد؟" آیا بازجو به همان اندازه که بازی بین زن و مرد انجام می‌شود اشتباه تصمیم می‌گیرد؟ این سؤالات جایگزین سوال اصلی ما می‌شود که «آیا ماشین‌ها می‌توانند فکر کنند؟ " بنابراین، بازی تغییر یافته تبدیل به بازی‌ای می‌شود که شامل سه شرکت‌کننده در اتاق‌های مجزا شامل می‌شود: یک کامپیوتر (که در حال آزمایش است)، یک انسان، و یک قاضی (انسان). قاضی انسانی می‌تواند با تایپ کردن در ترمینال، هم با انسان و هم با رایانه صحبت کند. هم کامپیوتر و هم انسان سعی می‌کنند قاضی را متقاعد کنند که آنها انسان هستند. اگر قاضی نتواند به‌طور مداوم تشخیص دهد که کدام کدام است، کامپیوتر برنده بازی است.
همان‌طور که [./https://en.wikipedia.org/wiki/Stevan%20Harnad استوان هارناد] خاطرنشان می‌کند، سؤال اولیه به "آیا ماشین‌ها می‌توانند کاری را انجام دهند که ما (به عنوان موجودات متفکر) می‌توانیم انجام دهیم؟" تبدیل شده‌است. به عبارت دیگر، تورینگ دیگر نمی‌پرسد که آیا یک ماشین می‌تواند «فکر کند». او می‌پرسد که آیا یک ماشین می‌تواند به‌طور غیرقابل تمایز از نحوه عمل یک یک موجود متفکر (انسان) عمل کند؟ این پرسش از دشواری مشکل فلسفی پیش تعریف کردن فعل «فکر کردن» اجتناب می‌کند و در عوض بر ظرفیت‌های عملکردی که توانایی اندیشیدن امکان‌پذیر می‌سازد تمرکز می‌کند و اینکه چگونه یک سیستم علّی (علی معلولی) می‌تواند آنها (عملکردها) را ایجاد کند.
برخی سؤال تورینگ را اینگونه درنظر گرفته‌اند که «آیا رایانه‌ای که از طریق یک چاپگر مخابره ای ارتباط برقرار می‌کند، می‌تواند فردی را فریب دهد که انسان بودنش را باور کند؟» اما واضح به نظر می‌رسد که تورینگ در مورد فریب دادن مردم صحبت نمی‌کرد، بلکه در مورد ایجاد ظرفیت شناختی انسان صحبت می‌کرد.

## ماشین‌های دیجیتال
تورینگ همچنین خاطرنشان می‌کند که ما باید تعیین کنیم که کدام «ماشین ها» را می‌خواهیم در نظر بگیریم. او خاطرنشان می‌کند که یک کلون (همسانه) انسانی، اگرچه ساخته دست بشر است، مثال جالبی ارائه نمی‌دهد. تورینگ پیشنهاد کرد که ما باید روی قابلیت‌های ماشین‌های دیجیتال تمرکز کنیم - ماشین‌هایی که ارقام دودویی ۱ و ۰ را دستکاری می‌کنند (با ۰ و ۱ کار می‌کنند) و آنها را با استفاده از قوانین ساده در حافظه بازنویسی می‌کنند. او دو دلیل آورد.
اول، هیچ نیازی به اندیشیدن (حدس زدن) دربارهٔ وجود یا عدم وجود آنها نیست. چرا که از سال ۱۹۵۰ وجود دارند.
دوم، ماشین‌های دیجیتال «جهانی» هستند. تحقیقات تورینگ در مورد مبانی محاسبات ثابت کرده بود که یک کامپیوتر دیجیتال، از نظر تئوری، می‌تواند رفتار هر ماشین دیجیتال دیگری را با اختصاص حافظه و زمان کافی شبیه‌سازی کند. (این، بینش اساسیِ تز چرچ-تورینگ و ماشین تورینگ جهانی است .) بنابراین، اگر هر ماشین دیجیتالی بتواند «آنچنان که فکر می‌کند عمل کند»، هر ماشین دیجیتال به اندازه کافی قدرتمند، می‌تواند. تورینگ می‌نویسد: «همه رایانه‌های دیجیتال از یک نظر معادل هستند».
این اجازه می‌دهد تا سؤال اصلی حتی دقیق تر شود. تورینگ اکنون دوباره سؤال اصلی را اینگونه بیان می‌کند: "اجازه دهید توجه خود را به یک کامپیوتر دیجیتال خاص C معطوف کنیم. آیا درست است که با تغییر ویژگی‌های این رایانه برای داشتن فضای ذخیره سازی کافی، افزایش مناسب سرعت عمل آن، و ارائه برنامه مناسب برای آن، C می‌توان نقش A را در بازی تقلید به طور رضایت بخشی بازی کند، در حالی که B که توسط یک انسان اجرا می‌شود؟
از این رو تورینگ بیان می‌کند که تمرکز بر این نیست که یا همه رایانه‌های دیجیتال در بازی موردنظر خوب عمل می‌کنند یا اینکه رایانه‌هایی که در حال حاضر در دسترس هستند عملکرد خوبی خواهند داشت، بلکه تمرکز بر این است که رایانه‌های قابل تصوری وجود دارند که عملکرد خوبی خواهند داشت. آنچه مهم‌تر است این است که پیشرفت‌های ممکن در وضعیت ماشین‌های امروزی خود را در نظر بگیریم، صرف نظر از اینکه منابع موجود برای ایجاد آن را داریم یا نه.

## نُه ایراد (مخالفت/اعتراض) رایج
تورینگ پس از روشن کردن این سؤال، به پاسخ به آن روی آورد: او ۹ ایراد رایج زیر را در نظر گرفت که شامل تمام استدلال‌های عمده علیه هوش مصنوعی است که در سال‌های پس از انتشار مقاله او مطرح شده‌است.
1. ایراد مذهبی: بیان می‌کند که تفکر عملکردی از روح نامیرای انسان است؛ بنابراین، یک ماشین نمی‌تواند فکرکند. تورینگ می‌نویسد: «در تلاش برای ساخت اینچنین ماشین‌هایی نباید قدرت خلق ارواح را از خداوند غصب کنیم. همانگونه که در مورد بدنیا آمدن فرزندان، به هر حال ما ابزارهایی هستیم که برای روح‌های خلق شده توسط او، معبد (بدن) فراهم می‌کنیم.
2. ایراد «سرهای همچون کبک، زیر برف»: «عواقب تفکر ماشین‌ها بیش از حد ترسناک است. بیایید امیدوار باشیم و ایمان داشته باشیم که آن‌ها نتوانند فکر کنند.». این تفکر در بین روشنفکرنماها(انتلکت‌ها) مرسوم است؛ چرا که باور دارند برتریِ مشتق از هوش برتر و احتمال [./https://en.wikipedia.org/wiki/Existential%20risk%20from%20artificial%20general%20intelligence مستقر شدن اینچنین موجودیتی، یک خطر است] (به این دلیل که ماشین‌ها ظرفیت‌های حافظه کارآمد و سرعت پردازش بالایی دارند که فراتر رفتن ماشین‌ها را در زمینه ظرفت‌های یادگیری و دانش، از انسان‌ها، بسیار محتمل می‌سازد) این ایراد، یک سفسطه «توسل به عواقب» است، چرا که «چیزی را که نباید وجود داشته باشد» را با «چیزی که می‌تواند یا نمی‌تواند وجود داشته باشد»، اشتباه می‌گیرد.
3. ایراد ریاضیاتی: این ایراد، از نظریه‌های ریاضیاتی مثل «نظریه ناکاملی» گودِل استفاده می‌کند تا نشان دهد در پرسش‌هایی که یک سیستم کامپیوتری می‌تواند بر اساس منطق پاسخ دهد، محدودیت‌هایی وجود دارد. تورینک بیان می‌کند که انسان‌ها بیش از حد اشتباه می‌کنند و از خطاپذیری یک ماشین خوشحال می‌شوند. (این بحث مجدداً در سال ۱۹۶۱ توسط [./https://en.wikipedia.org/wiki/John%20Lucas%20(philosopher) جان لوکاس] فیلسوف و راجر پنروز فیزیکدان ارائه شد)[۱۱]
4. مبحث آگاهی: این بحث که توسط پروفسور [./https://en.wikipedia.org/wiki/Geoffrey%20Jefferson جافری جفرسون] در کتابی که در سال ۱۹۴۹ منتشر کرده، پیشنهاد شده‌است، بیان می‌کند که «تا زمانی که ماشینی نتواند یک غزل بنویسد یا یک قطعه موسیقی بر اساس تفکرات و احساسات درک شده تولید کند، و نه با نمادهای تصادفی، نمی‌توان توافق کرد که ماشین معادل با مغز است».[۱۲] تورینگ اینگونه پاسخ می‌دهد: «ما راهی نداریم تا بدانیم که هر کسی غیر از خودمان، احساسات را تجربه می‌کند، و بنابراین، بهتر است آزمون را بپذیریم. نمی‌خواهم این برداشت را صورت دهم که من فکر می‌کنم رمزورازی دربارهٔ آگاهی نیست. اما اینگونه فکر نمی‌کنم که قبل از اینکه به پرسش آیا ماشین‌ها می‌توانند فکر کنند پاسخ دهیم، این رمزورازها لزوماً نیاز به حل شدن داشته باشند.» (این بحث که کامپیوتر نمی‌تواند تجربیات آگاهانه یا درک داشته باشد، در سال ۱۹۸۰ توسط فیلسوف، جان سرل در مبحث اتاق چینی او بیان شد. پاسخ تورینگ امروزه به پاسخ ذهن‌های دیگر شناخته شده‌است. همچنین در فلسفه هوش مصنوعی، ببینید آیا یک ماشین می‌تواند ذهن داشته باشد؟)
5. مباحثی از ناتوانی‌های مختلف. این مباحث همگی به شکل «یک کامپیوتر هیچ وقت کار اِکس را انجام نمی‌دهد» هستند. تورینگ مجموعه ای از آن‌ها را پیشنهاد می‌دهد: مهربان بودن، رفتار محترمانه، زیبا، رفتار دوستانه، ابتکار عمل داشتن، شوخ‌طبع بودن، تشخیص درست از اشتباه، اشتباه کردن، عاشق شدن، لذت بردن از توت فرنگی و خامه، کسی را عاشق خود کردن، یادگرفتن از تجربه، استفاده صحیح از کلمات، به خود فکر کردن، به اندازه انسان تنوع رفتاری داشتن، کار واقعاً جدید انجام دادن. تورینگ خاطرنشان می‌کند که «معمولاً هیچ حمایتی از این بیانات نمی‌شود»، آن‌ها به برداشت‌های ساده در مورد امکان تطابق پذیری و همه‌کاره بودن ماشین‌ها در آینده، مربوط هستند؛ یا «حالات تغییریافته مبحث آگاهی (بند ۴) هستند». او به چند مورد پاسخ می‌دهد:
  1. ماشین نمی‌تواند اشتباه کند. او اشاره می‌کند که برنامه‌ریزی یک ماشین که اشتباه می‌کند کار آسانی است.
  2. یک ماشین نمی‌تواند به خودش فکر کند (نمی‌تواند خودآگاه باشد). برنامه ای که بتواند گزارش حالات و پردازش‌های درونی اش را بدهد، به معنای ساده یک برنامه دیباگر، قطعاً می‌تواند نوشته شود. تورینگ تأکید می‌کند که «یک ماشین بی شک می‌تواند موضوع خودش باشد.»
  3. یک ماشین نمی‌تواند تنوع رفتاری زیادی داشته باشد. او اشاره می‌کند که با فضای ذخیره‌سازی کافی، یک کامپیوتر می‌تواند به تعداد نجومی از راه‌های مختلف رفتار کند
6. استدلال مخالف بانو لاولیس: یکی از مشهورترین استدلال‌های مخالف، بیان می‌دارد که کامپیوترها توانایی اصالت ندارند. بنا بر گفتهٔ ایدا لاولیس، بیشتر به این دلیل که ماشین‌ها در یادگیری مستقل ناتوانند. ماشین تحلیلی هیچ قصد و ادعایی برای ایجاد هیچ چیزی ندارد. هرچه که ما می‌توانیم به او دستور بدهیم را می‌تواند انجام دهد. می‌تواند مسیر تحلیل را دنبال کند، ولی توانایی پیش‌بینی هرگونه رابطه یا حقیقت تحلیلی را ندارد. توریگ بیان می‌دارد که استدلال مخالف لاولیس می‌تواند به ادعای اینکه کامپیوترها «هیچ وقت نمی‌توانند ما را غافل گیر کنند» تقلیل پیدا کند، و علیه آن استدلال می‌کند که، برعکس، کامپیوترها هنوز می‌توانند انسان‌ها را شگفت زده کنند، به خصوص جایی که عواقب حقایق مختلف به سرعت قابل شناسایی نیست. تورینگ همچنین استدلال می‌کند که مطابق بیانات داخل نوشته‌های بانو لاولیس، دید او محدود شده بوده، و اگر با دانش بروزتر مواجه می‌شد، برای ایشان مشخص می‌شد که حافظهٔ مغز شبیه حافظهٔ کامپیوتر است.
7. استدلال از تداوم در سیستم عصبی: تحقیقات عصبی مدرن نشان داده که مغز دیجیتال نیست. با این حال نورون‌ها به شکل همه-یا-هیچ عمل می‌کنند، هم‌زمان پالس و هم احتمال رخداد پالس شامل اجزای آنالوگ هستند. تورینگ این موضوع را قبول می‌کند، اما استدلال می‌کند که هر سیستم آنالوگی می‌تواند در صورت اختصاص توان محاسباتی کافی تا یک حد دقت منطقی شبیه‌سازی شود. (هوبرت درایفوس فیلسوف این استدلال را علیه فرض بیولوژیکی در سال ۱۹۷۲ ارائه داد)[۱۳]
8. استدلال از غیررسمی بودن رفتار: این استدلال بیان می‌کند که هر سیستمی که توسط قوانین حکمرانی می‌شود قابل پیش‌بینی خواهد بود و بنابراین نه واقعاً هوشمند. تورینگ با بیان اینکه این استدلال قوانین رفتار را با قوانین کلی منش اشتباه می‌گیرد پاسخ می‌دهد، و اگر در مقیاس کافی (مانندی که در انسان مشهود است) پیش‌بینی رفتار ماشین سخت‌تر و سخت‌تر می‌شود. او استدلال می‌کند که، فقط چون نمی‌توانیم بی درنگ ببینیم که قوانین چه هستند، این معنی را نمی‌دهد که هیچ قانون اینچنینی وجود ندارد. او می‌نویسد «ما اطلاعی از هیچ شرایطی که بتوان گفت ما به طورکافی جستجو کردیم نداریم؛ اینچنین قانونی وجود ندارد». (هوبرت درایفوس در ۱۹۷۲ استدلال می‌کند که عقل انسان و حل مسئله بر اساس قوانین رسمی شکل نگرفته، ولی در عوض بر غرایز و آگاهی متکی است که هیچ وقت در قوانین نمی‌گنجد. تحقیقات اخیر هوش مصنوعی در رباتیک و هوش محاسباتی تلاش دارد تا قوانین پیچیده‌ای که بر توانایی‌های ادراکی، حرکتی و الگویابی ناخودآگاه و غیررسمی ما حاکم است را بیابد. دیدگاه هوبرت درایفوس راجع به هوش مصنوعی را ببینید).[۱۴]
9. ادراک فراحسی: در ۱۹۵۰، ادراک فراحسی یک حوزه فعال تحقیقاتی بود و تورینگ تصمیم می‌گیرد که به این حوزه منفعت شک داشتن را بدهد، با این استدلال که می‌توان شرایطی ایجاد کرد که در آن ذهن خوانی بر آزمون تأثیری نداشته باشد.

## ماشین‌های یادگیرنده
در بخش پایانی مقاله، تورینگ افکار خود را در مورد ماشین یادگیری که می‌تواند بازی تقلید را با موفقیت انجام دهد، با جزئیات توضیح می‌دهد.
در اینجا تورینگ ابتدا به ایراد لیدی لاولیس بازمی‌گردد که ماشین فقط می‌تواند کاری را که ما به آن می‌گوییم انجام دهد و او آن را به موقعیتی تشبیه می‌کند که در آن مردی ایده‌ای را به ماشین تزریق می‌کند که ماشین به آن پاسخ می‌دهد و سپس در سکوت فرومی‌رود. او این تفکر را با تشبیه به راکتور اتمی کمتر از (نزدیک به) حالت بحرانی که مترادف است با ماشین در نظر گرفته، و ایده تزریق شده، مثل همان نوترونی است که از بیرون راکتور اتمی وارد آن می‌شود. نوترون اختلال خاصی ایجاد می‌کند که در نهایت از بین می‌رود. تورینگ سپس بر این قیاس استوار می‌شود و ذکر می‌کند که اگر اندازه راکتور به اندازه کافی بزرگ باشد، نوترونی که وارد آن می‌شود اختلالی ایجاد می‌کند که تا زمانی که کل سوخت داخل راکتور از بین برود افزایش می‌یابد، حالت راکتور فوق بحرانی خواهد بود. تورینگ سپس این سؤال را مطرح می‌کند که آیا می‌توان این تشبیه یک راکتور فوق بحرانی را به ذهن انسان و سپس به ماشین تعمیم داد؟ او نتیجه می‌گیرد که چنین تشبیهی واقعاً برای ذهن انسان مناسب است با «به نظر می‌رسد برای ذهن انسان یک چنین تشبیهی وجود دارد. به نظر می‌رسد که اکثر آنها (ذهن انسان‌ها) «زیر بحرانی» هستند، یعنی در این قیاس با راکتورهای در حالت زیر (قبل) حالت بحرانی مطابقت دارند. ایده ای که به چنین ذهنی ارائه می‌شود به‌طور متوسط کمتر از یک ایده در پاسخ ایجاد می‌کند. نسبت کوچکی از این فرایندها، فوق بحرانی هستند. ایده ای که به چنین ذهنی ارائه می‌شود ممکن است یک "نظریه" کامل متشکل از ایده‌های ثانویه، ثالث و دورتر را ایجاد کند." او در نهایت می‌پرسد که آیا می‌توان ماشینی ساخت که فوق بحرانی باشد؟
تورینگ سپس اشاره می‌کند که وظیفه ایجاد ماشینی که بتواند بازی تقلید را انجام دهد، با برنامه‌نویسی است و او فرض می‌کند که تا پایان قرن واقعاً برنامه‌ریزی ماشینی برای بازی کردن از نظر فنی امکان‌پذیر خواهد بود. او سپس اشاره می‌کند که در فرایند تلاش برای تقلید از ذهن انسان بالغ، توجه به فرآیندهایی که منجر به قرار گرفتن ذهن بالغ در وضعیت فعلی می‌شود، مهم می‌شود. که او آن را به‌طور خلاصه بیان می‌کند:
۱. حالت اولیه ذهن، مثلاً در بدو تولد،
۲. آموزش و پرورشی که تحت آن قرار گرفته‌است،
۳. تجربه دیگری که به عنوان آموزش توصیف نشود، که ذهن در معرض آن قرار گرفته‌است.
با توجه به این روند، او می‌پرسد که آیا مناسب تر است که ذهن کودک را به جای ذهن بزرگسالان برنامه‌ریزی کنیم و سپس ذهن کودک را تحت یک دوره آموزش قرار دهیم؟ او کودک را به یک دفترچه یادداشت تازه خریداری شده تشبیه می‌کند و حدس می‌زند که به دلیل سادگی آن راحت تر برنامه‌ریزی می‌شود. سپس این مشکل به دو بخش، برنامه‌ریزی ذهن کودک و فرایند آموزش آن تقسیم می‌شود. او اشاره می‌کند که در اولین تلاش، مطابق خواست آزمایشگر (برنامه‌نویس)، از ذهن یک کودک انتظار نمی‌رود. یک فرایند یادگیری که شامل روشی برای پاداش و تنبیه است باید وجود داشته باشد که الگوهای مطلوب را در ذهن انتخاب کند. تورینگ اشاره می‌کند که کل این فرایند تا حد زیادی شبیه به فرایند تکامل توسط انتخاب طبیعی است که در آن شباهت‌ها عبارتند از:
ساختار ماشین کودک = موارد ارثی (باقیمانده از تلاش‌های قبلی ساخت ماشین)
تغییرات ماشین کودک = جهش
انتخاب طبیعی = قضاوت آزمایشگر
پس از این بحث، تورینگ به جنبه‌های خاصی از ماشین یادگیرنده می‌پردازد:
- ماهیت پیچیدگی ذاتی: ماشین کودک یا می‌تواند تا حد امکان ساده باشد و صرفاً با اصول کلی سازگار باشد، یا ماشین می‌تواند یک سیستم کامل استنتاج منطقی برنامه‌ریزی شده در آن داشته باشد. این سیستم پیچیده‌تر توسط تورینگ به این صورت توضیح داده می‌شود که ".. به گونه ای خواهد بود که حافظه ماشین تا حد زیادی با تعاریف و گزاره‌ها اشغال شده. گزاره‌ها دارای انواع مختلفی از وضعیت هستند، به عنوان مثال، حقایق ثابت شده، حدس‌ها، نظریه‌های اثبات شده توسط ریاضیات، گزاره‌های ارائه شده توسط یک مرجع، عباراتی که شکل منطقی گزاره را دارند اما ارزش اعتقادی ندارند. برخی از گزاره‌ها را می‌توان به عنوان «واجب» توصیف کرد. ماشین باید به گونه ای ساخته شود که به محض اینکه یک امر ضروری به عنوان "به خوبی تثبیت شده" طبقه بندی شود، اقدام مناسب به طور خودکار انجام شود.". با وجود این سیستم منطقی داخلی، استنتاج منطقی برنامه‌ریزی شده در آن، رسمی نیست، بلکه عملگراتر است. به‌علاوه، ماشین بر روی سیستم منطقی داخلی خود با روش «استقرای علمی» خود را توسعه می‌دهد (می‌سازد)..

- ناآگاهی آزمایشگر: ویژگی مهم یک ماشین یادگیرنده که تورینگ به آن اشاره می‌کند، ناآگاهی آموزگار از وضعیت درونی ماشین‌ها در طول فرایند یادگیری است. این برخلاف یک ماشین حالت گسسته معمولی است که در آن هدف داشتن درک روشنی از وضعیت داخلی ماشین در هر لحظه در طول محاسبه است. دیده خواهد شد که ماشین کارهایی را انجام می‌دهد که ما اغلب نمی‌توانیم آن‌ها را معنا کنیم یا کاری را انجام می‌دهد که به نظر ما کاملاً تصادفی است. تورینگ اشاره می‌کند که این شخصیت (عملکرد) خاص درجه خاصی از آنچه را که ما هوش می‌دانیم به ماشین می‌بخشد، زیرا رفتار هوشمند شامل انحراف از جبر کامل محاسبات متعارف است، اما فقط تا زمانی که انحراف باعث ایجاد حلقه‌های بی‌معنی، یا رفتار تصادفی نشود.

- اهمیت رفتار تصادفی: اگرچه تورینگ به ما در مورد رفتار تصادفی هشدار می‌دهد، اما اشاره می‌کند که القای عنصر تصادفی در یک ماشین یادگیرنده، در یک سیستم ارزشمند است. او اشاره می‌کند که این می‌تواند در جایی که ممکن است چندین پاسخ صحیح وجود داشته باشد یا پاسخ‌هایی که ممکن است به گونه‌ای باشد که یک رویکرد سیستماتیک چندین راه‌حل غیر رضایت‌بخش برای یک مسئله را قبل از یافتن راه‌حل بهینه بررسی کند، رخ دهد. البته که ممکن است این امر، حمل بر ناکارآمدی فرایند سیستماتیک شود. تورینگ همچنین اشاره می‌کند که فرایند تکامل، مسیر جهش‌های تصادفی را طی می‌کند تا راه‌حل‌هایی را بیابد که به نفع یک ارگانیسم باشد، اما او همچنین اذعان می‌کند که در مورد تکامل، روش سیستماتیک یافتن راه‌حل، ممکن نخواهد بود.

تورینگ با گمانه‌زنی دربارهٔ زمانی که ماشین‌ها با انسان‌ها در کارهای فکری متعدد رقابت می‌کنند، نتیجه می‌گیرد و کارهایی را پیشنهاد می‌کند که می‌توان از آنها برای شروع آن استفاده کرد. تورینگ سپس پیشنهاد می‌کند که کارهای انتزاعی مانند بازی شطرنج می‌تواند نقطه خوبی برای شروع روش دیگری باشد که او آن را اینگونه بیان می‌کند: «بهتر است بهترین اندام‌های حسی را که پول می‌تواند بخرد، در اختیار دستگاه قرار دهید و سپس به آن یاد دهید که بفهمد و انگلیسی صحبت کن.".
بررسی پیشرفت در هوش مصنوعی که به دنبال آن انجام شد، نشان می‌دهد که ماشین یادگیرنده مسیر انتزاعی پیشنهادی تورینگ را در پیش گرفت، مانند دیپ بلو، یک کامپیوتر شطرنج که توسط IBM ساخته شده بود و قهرمان جهان، گری کاسپاروف را شکست داد. (اگرچه، این نیز بحث‌برانگیز است). و بازی‌های شطرنج رایانه ای متعددی که می‌توانند از اکثر آماتورها پیشی بگیرند. در مورد پیشنهاد دوم تورینگ، برخی نویسندگان آن را به عنوان فراخوانی برای یافتن شبیه‌سازی (مانسته/همانند) برای توسعه شناختی انسان تشبیه کرده‌اند. و چنین تلاش‌هایی برای یافتن الگوریتم‌های اساسی که توسط آن‌ها کودکان ویژگی‌های دنیای اطراف را یادمی‌گیرند، تازه شروع شده‌است.

## یادداشت
1. ↑  (Turing 1950)
2. ↑  (Turing 1950)
3. ↑  This describes the simplest version of the test. For a more detailed discussion, see Versions of the Turing test.
4. ↑  Harnad, Stevan (2008), "The Annotation Game: On Turing (1950) on Computing, Machinery, and Intelligence",  in Epstein, Robert; Peters, Grace (eds.), The Turing Test Sourcebook: Philosophical and Methodological Issues in the Quest for the Thinking Computer, Kluwer, archived from the original on 9 March 2012, retrieved 21 November 2022
5. ↑  Harnad, Stevan (2001), "Minds, Machines, and Turing: The Indistinguishability of Indistinguishables", Journal of Logic, Language and Information, 9 (4): 425–445, doi:10.1023/A:1008315308862.
6. ↑  Wardrip-Fruin, Noah and Nick Montfort, ed (2003). The New Media Reader. The MIT Press. شابک ‎۰−۲۶۲−۲۳۲۲۷−۸.
7. ↑  Harnad, Stevan (1992), "The Turing Test Is Not A Trick: Turing Indistinguishability Is A Scientific Criterion", SIGART Bulletin, 3 (4): 9–10, doi:10.1145/141420.141422.
8. 1 2  (Turing 1950)
9. ↑  (Turing 1950)
10. ↑  (Turing 1950) see (Russell و Norvig 2003) where comment "Turing examined a wide variety of possible objections to the possibility of intelligent machines, including virtually all of those that have been raised in the half century since his paper appeared."
11. ↑  (Lucas 1961), (Penrose 1989), (Hofstadter 1979، صص. 471–473,476–477) and (Russell و Norvig 2003، صص. 949–950). Russell and Norvig identify Lucas and Penrose's arguments as being the same one answered by Turing.
12. ↑  "The Mind of Mechanical Man"[پیوند مرده]
13. ↑  (Dreyfus 1979، ص. 156)
14. ↑  (Dreyfus 1972), (Dreyfus و Dreyfus 1986), (Moravec 1988) and (Russell و Norvig 2003، صص. 51–52), who identify Dreyfus' argument with the one Turing answers.
15. ↑  Epstein, Robert; Roberts, Gary; Beber, Grace (2008). Parsing the Turing Test:Philosophical and Methodological Issues in the Quest for the Thinking Computer. Springer. p. 65. ISBN 978-1-4020-6710-5.
16. 1 2   {{cite book}}: Empty citation (help)
17. ↑  Meltzoff, Andrew N. (1999). "Origins of theory of mind, cognition and communication" (PDF). Journal of Communication Disorders. 32 (4): 251–269. doi:10.1016/S0021-9924(99)00009-X. PMC 3629913. PMID 10466097. Archived from the original (PDF) on 15 April 2021. Retrieved 21 November 2022.